# Campeonato Mundial de Piragüismo en Eslalon Junior y Sub-23 de 2017
El Campeonato Mundial de Piragüismo en Eslalon Junior y U23 se celebra en Čunovo, Bratislava entre el 18 y el 23 de julio de 2017 bajo la organización de la Federación Internacional de Piragüismo (ICF).

## Canal
Aparte de ser conocida como el Niagara, por sus fuertes remolinos, cuenta con dos canales paralelos y conectados entre sí en varios puntos. Esto permite crear hasta cinco recorridos distintos con diferentes niveles de dificultad. Para este mundial Junior y Sub-23 se utilizará el canal izquierdo desde las clasificaciones hasta las finales. .
Este canal está abierto solamente desde finales de marzo hasta el 31 de octubre.

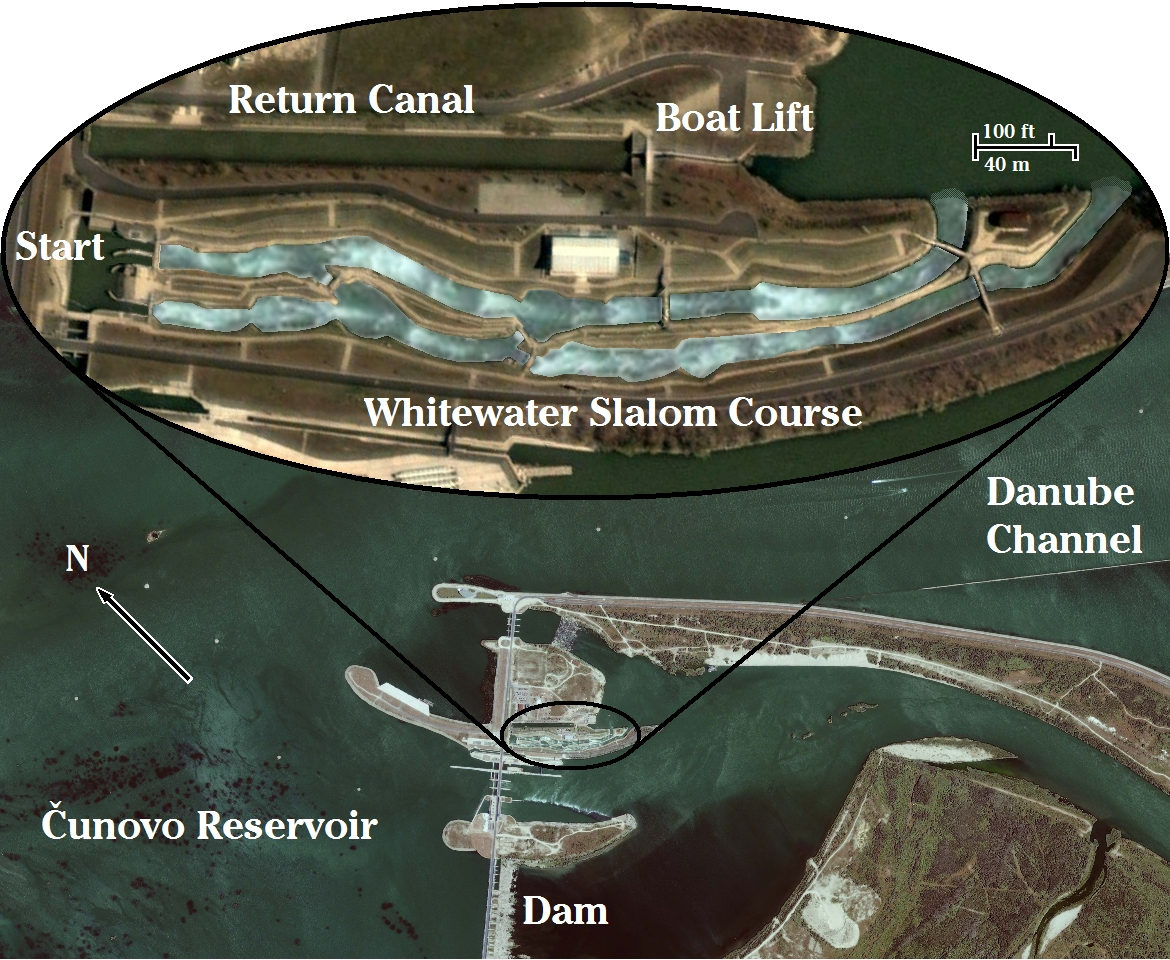
Water Sports Centre Cunovo

## Palistas
Más de 400 atletas de cerca de 50 países, incluyendo finalistas y medallistas olímpicos, la australiana Jessica Fox, que está compitiendo en su último campeonato del mundo Sub-23.
En C1 y K1 están las británicas Kimberley Woods y Mallory Franklin, la brasileña Ana Satila y la austríaca recién operada en enero de la rodilla, Viktoria Wolffhardt, que han clasificado para las copas del mundo senior.
En C1 masculino, el italiano Raffaello Ivaldi, que ya ha estado en el podio de la Copa del Mundo, y ha sido campeón del U23 en 2016. el alemán Florian Breuer, o el francés dos veces campeón del mundo junior, Cedric Joly.
En el K1, el finalista olímpico, Jakub Grigar de 20 años, dos veces campeón del mundo junior y campeón mundial Sub-23, Mario Leitner o el campeón de U23 de 2016, Ruslan Pestov.

## Resultados

### Junior

#### Masculino
| Evento          | Oro                                                  | Plata                                                  | Bronce                                      |
| --------------- | ---------------------------------------------------- | ------------------------------------------------------ | ------------------------------------------- |
| K1 individual   | Felix Oschmautz · Austria · 92.18                    | Tomas Zima · República Checa · 94.16                   | Jan Barta · República Checa · 95.67         |
| C1 individual   | Kacper Sztuba · Polonia · 97.12                      | Miquel Trave · España · 98.36                          | Lennard Tuchscherer · Alemania · 102.77     |
| C2 individual   | Vítek Pohanka-Denis Wendl · República Checa · 130.46 | Jan Vrublovský-Petr Novotný · República Checa · 168.89 | Danii Lipihin-Igor Stafeev · Rusia · 200.35 |
| K1 en patrullas | Alemania · 109.54                                    | España · 113.13                                        | República Checa · 113.78                    |
| C1 en patrullas | República Checa · 121.52                             | España · 130.52                                        | Francia 139.42                              |

#### Femenino
| Evento          | Oro                                          | Plata                                  | Bronce                                       |
| --------------- | -------------------------------------------- | -------------------------------------- | -------------------------------------------- |
| K1 individual   | Antonie Galuskova · República Checa · 104.27 | Eliska Mintalova · Eslovaquia · 105.15 | Lucie Nesnidalova · República Checa · 105.72 |
| K1 en patrullas | Alemania · 131.16                            | Francia 137.48                         | Eslovaquia · 137.78                          |
| C1 individual   | Andrea Herzog · Alemania · 116.20            | Sona Stanovska · Eslovaquia · 117.49   | Marta Bertocelli · Italia · 126.60           |
| C1 en patrullas | Alemania · 228.51                            | Eslovaquia · 234.12                    | República Checa · 242.52                     |

### Sub-23

#### Masculino
| Evento          | Oro                                                 | Plata                                             | Bronce                                               |
| --------------- | --------------------------------------------------- | ------------------------------------------------- | ---------------------------------------------------- |
| K1 individual   | Jakub Grigar · Eslovaquia · 89.86                   | Mario Leitner · Austria · 91.81                   | Mathieu Desnos Francia 93.51                         |
| C1 individual   | Marko Mirgorodsky · Eslovaquia · 93.48              | Vaclav Chaloupka · República Checa · 94.45        | Florian Breuer · Alemania · 95.49                    |
| C2 individual   | Matúš Gewissler-Juraj Skákala · Eslovaquia · 103.20 | Nikolay Shkliaruk-Igor Mikhailov · Rusia · 108.26 | Vojtěch Heger-Tomáš Heger · República Checa · 112.31 |
| K1 en patrullas | Alemania · 105.28                                   | Eslovenia 106.11                                  | Francia 108.42                                       |
| C1 en patrullas | República Checa · 111.49                            | Reino Unido 113.81                                | Francia 114.54                                       |
| C2 en patrullas | Rusia · 173.04                                      | República Checa · 195.32                          | -                                                    |

#### Femenino
| Evento          | Oro                                 | Plata                                      | Bronce                               |
| --------------- | ----------------------------------- | ------------------------------------------ | ------------------------------------ |
| K1 individual   | Jessica Fox Australia 101.21        | Ana Satila · Brasil · 102.69               | Klaudia Zwolinska · Polonia · 103.61 |
| K1 en patrullas | República Checa · 125.88            | Reino Unido 139.42                         | Australia 143.76                     |
| C1 individual   | Mallory Franklin Reino Unido 109.08 | Tereza Fiserova · República Checa · 112.25 | Kimberley Woods Reino Unido 113.95   |
| C1 en patrullas | Reino Unido 139.27                  | España · 152.17                            | República Checa · 155.08             |

#### Mixto
| Evento          | Oro                                          | Plata                                             | Bronce                                |
| --------------- | -------------------------------------------- | ------------------------------------------------- | ------------------------------------- |
| C2 individual   | Alsu Minazova-Aleksei Popov · Rusia · 126.46 | Daria Shaidurova-Mikhail Kruglov · Rusia · 132.51 | Theo Roisin-Angele Hug Francia 141.74 |
| C2 en patrullas | Rusia · -                                    | -                                                 | -                                     |

### Medallero
| Núm. | País            | Oro | Plata | Bronce | Total |
| ---- | --------------- | --- | ----- | ------ | ----- |
| 1    | República Checa | 5   | 5     | 6      | 16    |
| 2    | Alemania        | 5   | 0     | 2      | 7     |
| 3    | Eslovaquia      | 3   | 3     | 1      | 7     |
| 4    | Rusia           | 3   | 2     | 1      | 6     |
| 5    | Reino Unido     | 2   | 2     | 1      | 5     |
| 6    | Austria         | 1   | 1     | 0      | 2     |
| 7    | Australia       | 1   | 0     | 1      | 2     |
| 7    | Polonia         | 1   | 0     | 1      | 2     |
| 9    | España          | 0   | 4     | 0      | 4     |
| 10   | Francia         | 0   | 1     | 5      | 6     |
| 11   | Brasil          | 0   | 1     | 0      | 1     |
| 11   | Eslovenia       | 0   | 1     | 0      | 1     |
| 13   | Italia          | 0   | 0     | 1      | 1     |